# Rivière Lachance
Rivière Lachance är ett vattendrag i Kanada.   Det ligger i provinsen Québec, i den sydöstra delen av landet, 240 km nordost om huvudstaden Ottawa. Rivière Lachance ligger vid sjön Lac Sergerie.
I omgivningarna runt Rivière Lachance växer i huvudsak blandskog. Trakten runt Rivière Lachance är nära nog obefolkad, med mindre än två invånare per kvadratkilometer.